# Priboj (Priboj)

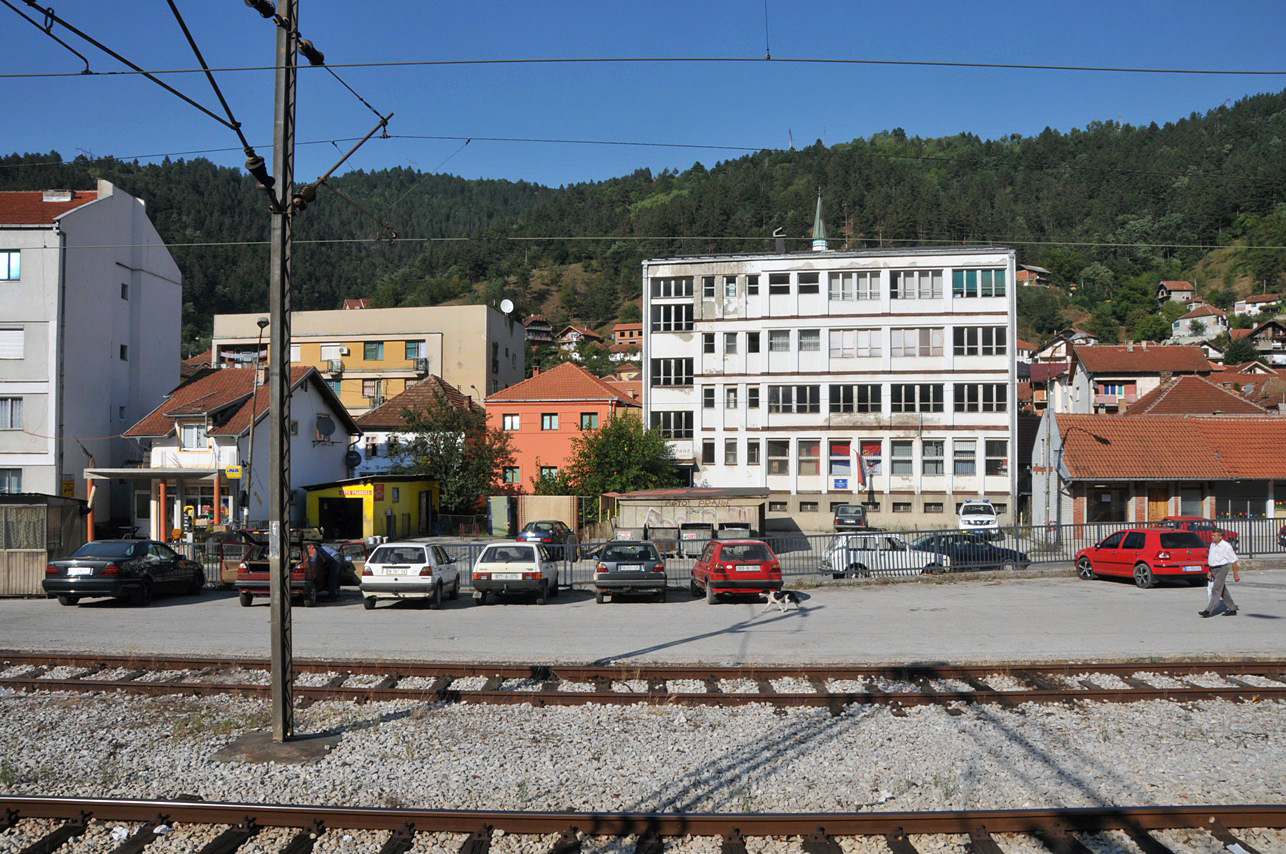
Priboj (2010)

Priboj (serbisch-kyrillisch Прибој) ist der Verwaltungssitz der Opština Priboj mit 14.920 Einwohnern laut Zensus 2011. Sie befindet sich im Tal des Lim direkt an der Grenze zu Bosnien und Herzegowina und verfügt über einen Bahnhof an der Bahnstrecke Belgrad–Bar.

## Geschichte
Erste Erwähnung fand der Ort im Jahre 1459 in schriftlichen Quellen des Osmanischen Reiches, zu dem es bis 1912 gehörte. Nach Beendigung des Ersten Balkankrieges wurde Priboj entsprechend den Bestimmungen des Londoner Vertrages 1913 Teil des Königreichs Serbien. Im Zweiten Weltkrieg wurde das Gemeindegebiet von deutschen Truppen im Rahmen des Balkanfeldzuges 1941 besetzt und an italienische Besatzungskräfte übergeben. Der Ort konnte erst im Januar 1945 befreit werden.
In der neu gegründeten Sozialistischen Föderativen Republik Jugoslawien wurde Priboj zu einem attraktiven Industriestandort aufgebaut und die Zahl der Einwohner verzehnfachte sich. Größter Arbeitgeber wurde die Automobilfabrik FAP.
Die seit der Beendigung der Jugoslawienkriege einsetzende Deindustrialisierung der Balkanstaaten trifft auch Priboj: Die meisten Betriebe wurden geschlossen oder befinden sich in wirtschaftlichen Schwierigkeiten. Seither hat die Gemeinde fast die Hälfte der Einwohner durch Landflucht verloren.